# Telodorcus insolitus
Telodorcus insolitus es una especie de coleóptero de la familia Lucanidae.

## Distribución geográfica
Habita en Célebes (Indonesia).